# 含苞草
含苞草（学名：Symphyllocarpus exilis）是菊科含苞草属的植物。分布在俄罗斯以及中国大陆的黑龙江、吉林等地，生长于海拔200米的地区，多生长在湮没地、浅滩、淤泥地和河岸，目前尚未由人工引种栽培。